# Fiesse

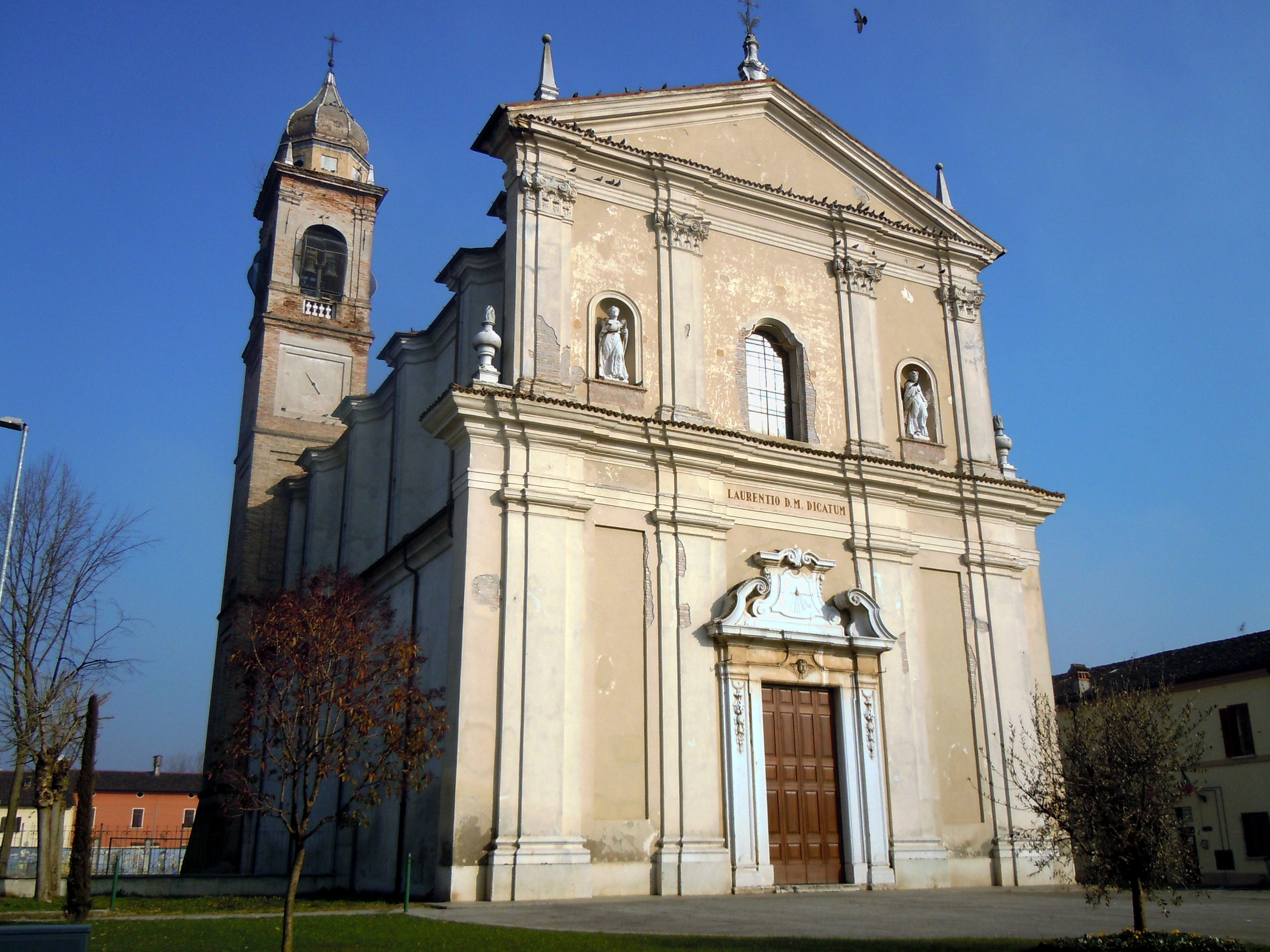
San Lorenzokerk, Fiesse

Fiesse is een gemeente in de Italiaanse provincie Brescia (regio Lombardije) en telt 2063 inwoners (31-12-2004). De oppervlakte bedraagt 16,1 km², de bevolkingsdichtheid is 121 inwoners per km².

## Demografie
Fiesse telt ongeveer 723 huishoudens. Het aantal inwoners steeg in de periode 1991-2001 met 9,8% volgens cijfers uit de tienjaarlijkse volkstellingen van ISTAT.
| Jaar | Inwoneraantal |
| ---- | ------------- |
| 1991 | 1758          |
| 2001 | 1931          |

## Geografie
Fiesse grenst aan de volgende gemeenten: Asola (MN), Casalromano (MN), Gambara, Remedello, Volongo (CR).